# Leigh Whannell

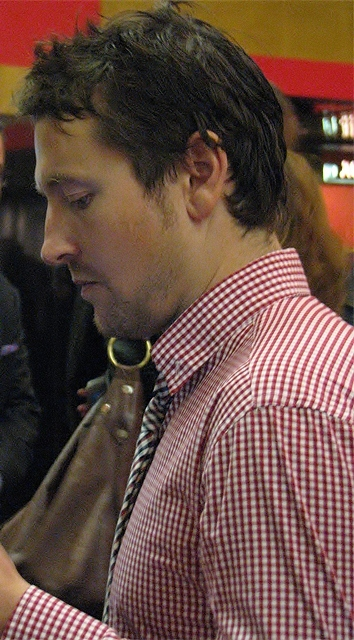
Leigh Whannell (2010)

Leigh Whannell (* 17. Januar 1977 in Melbourne) ist ein australischer Drehbuchautor, Schauspieler und Regisseur.

## Leben und Karriere
Seine bedeutendste Arbeit bisher war das Drehbuch zum Kurzfilm und die Filmumsetzung des Thrillers Saw, in dem er auch die Rolle des Adam, eines der Hauptcharaktere des Films, übernahm. Zudem erdachte er mit John Kramer/Jigsaw den zentralen Antagonisten der Filmreihe.
Whannell schrieb ebenfalls am Drehbuch von Saw II mit und war des Weiteren für diesen Film als ausführender Produzent tätig. Außerdem hat Whannell das Drehbuch zu Saw III verfasst. Durch seine gemeinsame Produktion mit James Wan an dem Kurzfilm Saw, der Vorläufer der Horror-Thriller-Filmreihe mit demselben Titel, entstand erst das Konzept und die Idee der Saw-Filme.
Ebenfalls schrieb er das Drehbuch zu den Filmen Dead Silence und Insidious, die er jeweils, wie die Saw-Filme, mit James Wan produzierte. Zusätzlich übernahm er in Insidious eine Nebenrolle. Der 2015 erschienene Film Insidious: Chapter 3 – Jede Geschichte hat einen Anfang ist Whannells Regiedebüt. 2018 folgte mit Upgrade sein zweiter Spielfilm als Regisseur, danach drehte er Der Unsichtbare  (2020) und Wolf Man (2025).
In Matrix Reloaded hatte Whannell einen kleinen Auftritt als Axel, in Death Sentence – Todesurteil als Spink.
Whannell ist seit 2009 mit der US-amerikanischen Schauspielerin Corbett Tuck verheiratet, mit der er eine Tochter (* 2013) sowie zweieiige Zwillinge, einen Jungen und ein Mädchen (* 2017), hat.

## Filmografie

### Als Darsteller
- 1996: Nachbarn (Neighbours, Fernsehserie, zwei Folgen)
- 2003: Matrix Reloaded (The Matrix Reloaded)
- 2003: Saw (Kurzfilm)
- 2004: Saw
- 2004: One Perfect Day
- 2006: Saw III
- 2007: Death Sentence – Todesurteil (Death Sentence)
- 2008: Dying Breed
- 2008: Doggie Heaven (Kurzfilm)
- 2009: The Last Supper (Kurzfilm)
- 2010: Die Legende der Wächter (Legend of the Guardians: The Owls of Ga’Hoole, Stimme)
- 2010: Insidious
- 2012: The Debt Collector (Kurzfilm)
- 2013: Insidious: Chapter 2
- 2013: The Pardon
- 2013: Crush – Gefährliches Verlangen (Crush)
- 2014: The Mule
- 2015: Insidious: Chapter 3 – Jede Geschichte hat einen Anfang (Insidious: Chapter 3)
- 2017: Keep Watching
- 2018: Insidious: The Last Key
- 2018: Aquaman
- 2023: Insidious: The Red Door

### Als Drehbuchautor
- 2003: Saw (Kurzfilm)
- 2004: Saw
- 2005: Saw II
- 2006: Saw III
- 2007: Dead Silence
- 2008: Doggie Heaven (Kurzfilm)
- 2010: Insidious
- 2013: Insidious: Chapter 2
- 2015: Insidious: Chapter 3 – Jede Geschichte hat einen Anfang (Insidious: Chapter 3)
- 2018: Insidious: The Last Key
- 2018: Upgrade
- 2020: Der Unsichtbare (The Invisible Man)
- 2025: Wolf Man

### Als Regisseur
- 2015: Insidious: Chapter 3 – Jede Geschichte hat einen Anfang (Insidious: Chapter 3)
- 2018: Upgrade
- 2020: Der Unsichtbare (The Invisible Man)
- 2025: Wolf Man

## Videospiele
- 2003: Enter the Matrix (Alex Synchronisation als Leith Whannel)